# Pseudacraea boisduvalii
Pseudacraea boisduvalii is een vlinder uit de onderfamilie Limenitidinae van de familie Nymphalidae. De wetenschappelijke naam van de soort is, als Diadema boisduvalii, voor het eerst geldig gepubliceerd in 1845 door Edward Doubleday.